# Фолклендское течение
Фолклендское течение или Мальвинское течение — холодное поверхностное океаническое течение в юго-западной части Атлантического океана, является ветвью течения Западных ветров, отделяющееся после огибания мыса Горн. Протекает в северном направлении вдоль юго-восточных берегов Южной Америки — от Фолклендских островов до залива Ла-Плата, где встречается с тёплым Бразильским течением. Скорость составляет 0,4—1 м/с.
Средняя температура воды зимой составляет от 4 до 10 °C, в летний период — от 8 до 15 °C. Имеет относительно низкую солёность — среднее значение 33,5 ‰. Несёт большое количество айсбергов, которые появляются в море Уэдделла Южного океана и доходят до 35° ю. ш.